# Orlfing

Orlfing

Orlfing ist ein Gemeindeteil der Stadt Dorfen im oberbayerischen Landkreis Erding.

## Lage
Der Weiler Orlfing liegt unmittelbar südöstlich des Bahnhofes von Dorfen in der Gemarkung Hausmehring in der Luftlinie 1,1 Kilometer südöstlich des Stadtzentrums von Dorfen.

## Bevölkerungsentwicklung
Um 1871 gab es in Orlfing neun Einwohner. In der Nachkriegszeit des Zweiten Weltkriegs stieg die Bevölkerungszahl vorübergehend auf 96 Einwohner. Im Mai 1987 lebten dort wieder neun Einwohner in drei Wohngebäuden.
| Jahr      | 1871 | 1925 | 1950 | 1970 | 1987 |
| Einwohner | 9    | 31   | 96   | 60   | 9    |